# Atarba bilobula
Atarba bilobula är en tvåvingeart som beskrevs av Alexander 1969. Atarba bilobula ingår i släktet Atarba och familjen småharkrankar. Inga underarter finns listade i Catalogue of Life.